# Basquisme
El basquisme és un sentiment positiu a l'entorn basc i la seva cultura, que existeix en persones, grups socials i zones del País Basc i què, segons el DRAE, es caracteritza per «l'amor o suport a les coses característiques del País Basc», diferenciant-ho la RAE, del terme abertzale (patriota) que representaria postures més radicals.
Moltes vegades, el basquisme s'ha relacionat amb el nacionalisme basc, però no tan sols els nacionalistes bascos es poden denominar basquistes si no que diverses organitzacions polítiques basques i navarres es denominen basquistes sense reivindicar ser nacionalistes. Entre aquestes estan Nafarroa Bai, Batzarre, alguns sectors importants del PSE-EE, Partit Socialista de Navarra (PSN), de Ezker Batua - Berdeak, d'Esquerra Unida de Navarra i fins i tot, en menor grau, Unió del Poble Navarrès o el Partit Popular del País Basc.